# Bukowo Człuchowskie (stacja kolejowa)
Bukowo Człuchowskie – Przystanek kolejowy (dawniej stacja) w Bukowie Człuchowskim, położona w województwie pomorskim, w powiecie człuchowskim w gminie Człuchów. Stacja znajduje się przy strategicznie ważnej do 1945 roku magistrali kolejowej Berlin-Królewiec (tzw. Ostbahn).

## Ruch pasażerski
| Rok  | Wymiana pasażerska na dobę |
| ---- | -------------------------- |
| 2017 | 10-19                      |
| 2022 | 10-19                      |